# هانتر طومسون
هانتر ستوكتون ثومبسون (بالإنجليزية: Hunter Stockton Thompson)‏ (18 من يوليو 1937م – 20 من فبراير 2005م) هو صحفي ومؤلف أمريكي. ولد ثومبسون في لويزفيل، كنتاكي في عائلةٍ تنتمي إلى الطبقة المتوسطة، مما جعله ينحرف في الخامسة عشر من عمره بعد وفاة والده الذي ترك عائلته في الفقر. وحُكم عليه في الثامنة عشر من عمره بالحبس 60 يومًا لاشتراكه في إحدى جرائم السرقة، مما أعاق تخرجه رسميًا من المدرسة. والتحق ثومبسون بعدها بـ القوات الجوية الأمريكية قبل أن يتجه للصحافة. ثم قام برحلات متكررة إلى عدة مناطق، منها بورتوريكو والبرازيل، قبل أن يستقر في مدينة أسبين، كولورادو في أوائل العقد السابع من القرن العشرين.
اشتهر ثومبسون على مستوى العالم بروايته ملائكة الجحيم: الملحمة الغريبة المرعبة لعصابات الدراجات النارية الخارجة عن القانون (1967)، حيث قضى عامًا بصحبة هؤلاء الذين أطلق عليهم اسم «الملائكة» عاش خلاله حياتهم وسمع قصصهم منهم شخصيًا. وأصبح الصحفي الذي كان تقليديًا بشكل نسبي أحد عناصر الثقافة المضادة، وذلك عندما نشر كنتاكي ديربي الفاسد المنحل (The Kentucky Derby is Decadent and Depraved)، في عام 1970، مع ابتكار نوع خاص به من الصحافة أطلق عليه اسم الصحافة الحديثة، وقد عبَّر عنه بلفظ "گونزو"، والذي يعد أحد الأساليب التجريبية للصحافة، حيث يشارك الصحفيون في الحدث بدرجةٍ تجعلهم يصبحون أشخاصًا بارزين في أخبارهم وأعمالهم. ويشتهر ثومبسون بروايته الخوف والكراهية في لاس فيغاس: رحلة وحشية لقلب الحلم الأمريكي (1972)، وهي رواية تتأمل في فشل حركة الثقافة المضادة في العقد السابع من القرن العشرين. وقد تقسيمها إلى حلقاتٍ للمرة الأولى في مجلة رولينغ ستون (Rolling Stone)، وهي مجلة ارتبط اسم ثومبسون بها لفترةٍ طويلةٍ، كما تم عرضها على شاشة السينما في صورة فيلم تولى بطولته الفنان جوني ديب وأخرجه تيري جيليام في عام 1998.
وبالنسبة لفكره السياسي، ترشَّح ثومبسون لانتخابات شريف مقاطعة بيتكين، كولورادو عام 1970 عبر برنامج تذكرة فريك باور (Freak Power ticket)، ولكنه فشل. واشتهر ثومبسون بكراهيته المتأصلة لـ ريتشارد نيكسون، حيث ادَّعى أنه يُمثل «الجانب المظلم والمرتزق الذي لديه داء العنف للشخصية الأمريكية» والذي جسَّد شخصيته في كتاب الفيلم القصير الخوف والكراهية من حملة '72 الذي يرى كثيرون أنه أفضل كتبه. وقلَّت نسبة كتابات ثومبسون منذ منتصف سبعينيات القرن العشرين، حيث ظل يكافح النتائج السلبية التي ترتبت على شهرته الواسعة، مشتكيًا عدم قدرته على نقل الأحداث، وذلك بسبب هذه الشهرة التي جعلت الآخرين يتعرفون عليه بسهولة بالغة. كما اشتهر ثومبسون بتناوله المشروبات الكحولية والمخدرات لفترات زمنية طويلة، فضلًا عن حبه للأسلحة النارية وازدرائه التقليدي للاستبدادية، وقد أشار إلى ذلك قائلاً: «أكره أن أدافع عن غيري ممن يتناول المخدرات أو المشروبات الكحولية أو يتبنى العنف أو الحماقة، غير أن هذه أمور قد نالت مني».
وقد انتحر ثومبسون في السابعة والستين من عمره عندما عانى من بعض المشكلات الصحية، وتم حرق جثته بناءً على رغبته مع الطلقات النارية في احتفالٍ موَّله صديقه جوني ديب، وحضره مجموعةٌ من أصدقائه الذين كان من بينهم السيناتور جون كيري والممثل جاك نيكلسون. وفي هذا الإطار، كتب الروائي هاري كونزرو يقول: «يبدو الصوت الحقيقي لثومبسون كصوت المعلم الأخلاقي الأمريكي... شخص يصطنع القُبح ليعرض ما يراه حوله من قبح».

## وصلات خارجية
- Douglas Brinkley, Terry McDonell (Fall 2000). "Hunter S. Thompson, The Art of Journalism No. 1". The Paris Review. مؤرشف من الأصل في 2016-11-24.
- "Hunter S. Thompson's ESPN Page 2 Archive",
- "Shotgun Golf With Bill Murray", Thompson's final column for ESPN.com's Page 2.
- هانتر طومسون على موقع IMDb (الإنجليزية)
- هانتر طومسون على موقع الموسوعة البريطانية (الإنجليزية)
- هانتر طومسون على موقع مونزينجر (الألمانية)
- هانتر طومسون على موقع ألو سيني (الفرنسية)
- هانتر طومسون على موقع ميوزك برينز (الإنجليزية)
- هانتر طومسون على موقع أول موفي (الإنجليزية)
- هانتر طومسون على موقع قاعدة بيانات الأفلام السويدية (السويدية)
- هانتر طومسون على موقع إن إن دي بي (الإنجليزية)
- هانتر طومسون على موقع ديسكوغز (الإنجليزية)
- هانتر طومسون على موقع قاعدة بيانات الفيلم (الإنجليزية)
- A collection of articles on Thompson from The Guardian
- Thompson's photography
- Jake McGee, Bob Freville (مارس 2005). "So Long, Mistah Thompson". Kotori Magazine. مؤرشف من الأصل في 2017-02-01.